# نورمان ليفي
نورمان ليفي هو سياسي كندي، ولد في 25 فبراير 1927 في برمنغهام في المملكة المتحدة، وتوفي في 25 ديسمبر 2015 في فيكتوريا في كندا. حزبياً، نشط في الحزب الديمقراطي الجديد في كولومبيا البريطانية ‏.